# Blaugeringelte Kraken
Die Blaugeringelten Kraken (Hapalochlaena) bilden eine Gattung der Kraken, die vier Arten umfasst. In Lebensweise und Körperform sind sie typische Vertreter der Kraken, die zu den Kopffüßern gehören.
Die Hapalochlaena-Arten leben vor der Küste Australiens, der Philippinen, Indonesiens und Neuguineas und bevorzugen dort den flachen Küstenbereich bis zu einer Tiefe von etwa 50 Metern. Sie halten sich verhältnismäßig häufig auch in der Nähe des Ufers auf. Begegnen kann man ihnen sowohl im Riff als auch auf dem Flachschelf. Besonders häufig sind Begegnungen mit dem Tier in kleinen Gezeitentümpeln am Ufer oder in angeschwemmtem Treibgut, wo sie nach Krebsen jagen. Die Kraken weisen eine intensive Färbung auf, die sie besonders bei Bedrohung zeigen. Diese besteht aus leuchtend-blauen Ringen (H. maculosa, H. lunulata) oder Streifen (H. fasciata), die auf dem gelblichen Körper deutlich abgesetzt sind.

## Fortpflanzung und Entwicklung
Die Weibchen der Blaugeringelten Kraken legen nur ein einziges Mal im Leben Eier, die sie an geschützten Stellen ankleben oder mit sich herumtragen und bewachen. Nachdem die Jungtiere geschlüpft sind, sterben die Mütter. Die Väter sterben kurz nach der Paarung. Wie bei allen anderen Kopffüßern gibt es hier keine planktonisch lebende Larve, die Jungen schlüpfen als fertige kleine Kraken.

## Aposematismus
Als Aposematismus wird eine Auffälligkeit bezeichnet, mit der sich giftige Tiere präsentieren können.

### Giftigkeit
Alle Arten dieser Gattung besitzen ein starkes Toxin, das sie bei einem Biss abgeben und das auch für den Menschen tödlich sein kann. Dabei handelt es sich um ein Nervengift, das Tetrodotoxin (TTX), auch unter den Namen Maculotoxin oder Tarichatoxin bekannt, welches auch einige andere Tiere (u. a. Kugelfische, Stummelfußfrösche, einige Krebse und Schnecken) besitzen. Produziert wird dieses Gift allerdings nicht von dem Kraken selbst, sondern von Bakterien, die im Vorderdarm und den Speicheldrüsen des Kraken leben und an die Nachkommen weitergegeben werden. Bei Hapalochlaena maculosa wurden folgende Bakterien nachgewiesen: Alteromonas spp., Bacillus spp., Pseudomonas spp. und Vibrio spp. Auch in den Eiern dieser Krake wurden TTX-produzierende Bakterien gefunden.
Das Gift wirkt schnell; innerhalb von zwei Stunden nach einem Biss kommt es zu Lähmungen, vor allem in der Brustmuskulatur und dem Zwerchfell, die Folge ist ein Atemstillstand und ein Herzkammerflimmern. Die wichtigste Behandlung ist eine Beatmung bis zum Nachlassen der Wirkung des Giftes. Wird die Beatmung medizinisch fachgerecht durchgeführt, können Betroffene ohne Folgeschäden überleben.

### Warnfarbe
Blaugeringelte Kraken besitzen eine Färbung, die sowohl als körperauflösende Tarnung interpretiert werden könnte wie als Warnfärbung, was durch den Kontrastreichtum wahrscheinlich gemacht wird.

### Warnverhalten
Die Körpermuskulatur der Kraken kann bei Bedrohung die ringförmige Musterung pulsieren lassen, was einen optisch deutlichen Warneffekt ergibt.

## Arten
Folgende Arten sind bekannt, es ist allerdings sehr wahrscheinlich, dass weitere Arten existieren:

### Hapalochlaena lunulata– Großer Blaugeringelter Krake
Der Große Blaugeringelte Krake ist der bekannteste Vertreter der Gattung. Er lebt vor Nordaustralien, Papua-Neuguinea, den Salomonen, Indonesien und den Philippinen bis nach Sri Lanka. Sein Körper erreicht eine Länge von maximal 55 mm (ohne Arme) und hat eine braune Grundfärbung. Große strahlend-blaue Ringe befinden sich auf der Rückenseite und den Armen; jeder der Ringe wird durch einen Ring aus dunklen Farbzellen begrenzt. Eine ebenfalls leuchtend-blaue Linie zieht sich durch die Augen. Der Name Großer Blaugeringelter Krake bezieht sich dabei auf die Größe der Ringe, nicht auf die Körpergröße.

### Hapalochlaena maculosa– Kleiner Blaugeringelter Krake

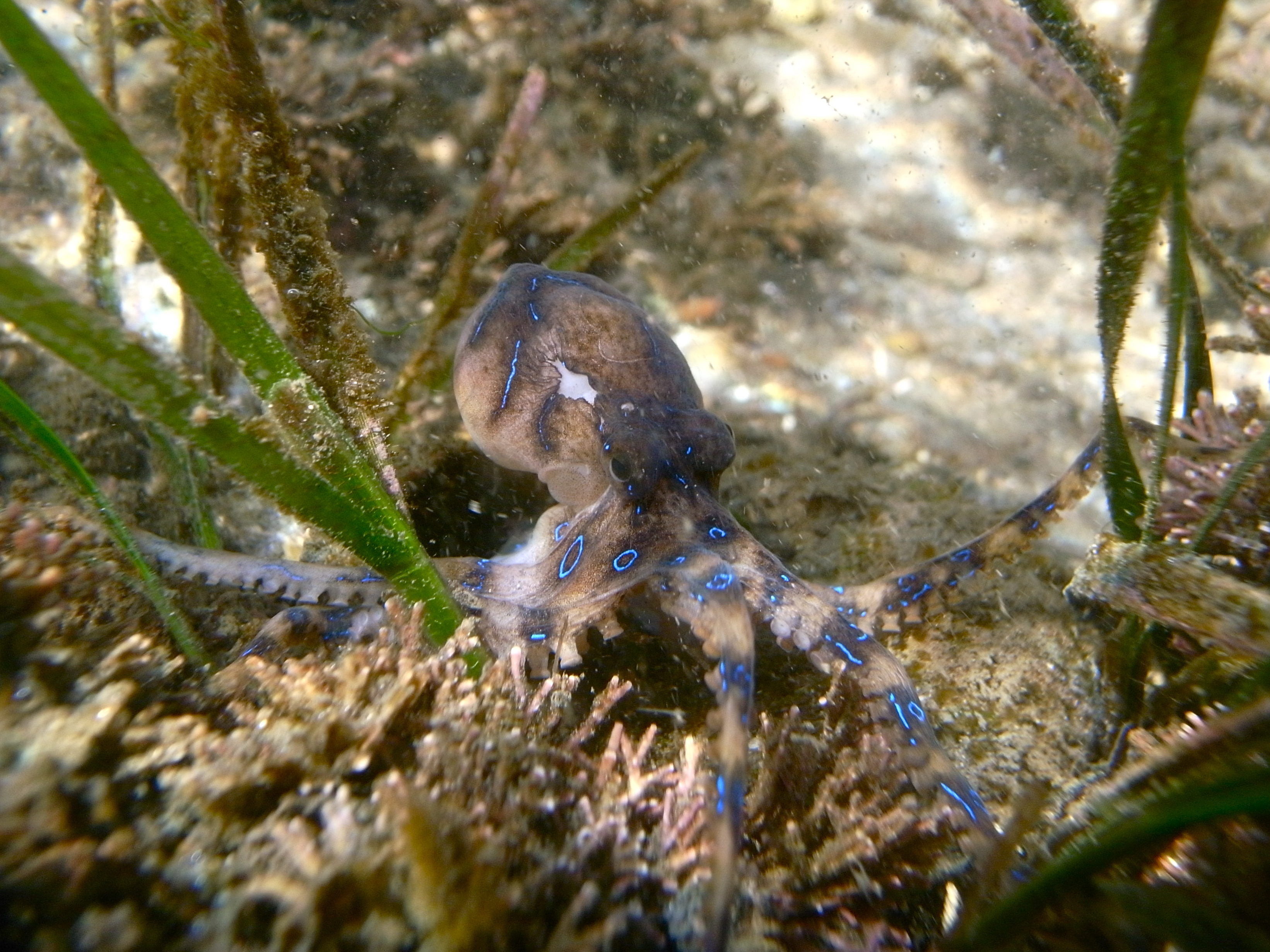
Kleiner Blaugeringelter Krake (Hapalochlaena maculosa)

Diese Art, auch unter den Namen Octopus maculosus bekannt, lebt ausschließlich an der Küste Südaustraliens vom südlichen Western Australia bis nach Ost-Victoria. Die Grundfärbung des Tieres ist ein bräunliches Beige mit großen, dunkleren Flecken. Auch die Arme sind mit solchen Flächen gebändert. Im Ruhezustand sind keine blauen Ringe auf dem Körper sichtbar. Dies ändert sich, wenn das Tier gereizt wird. Dann werden die dunklen Flecken und Bänder schlagartig noch dunkler und auf ihnen erscheinen hell leuchtende blaue Ringe, die deutlich kleiner, jedoch zahlreicher als bei der zuvor beschriebenen Art sind.

### Hapalochlaena fasciata– Blaugestreifter Krake
Im Südosten Australiens ist dieser Krake zu finden, von New South Wales bis nach Queensland. Das Tier ist in Ruhe einheitlich hellbeige gefärbt, dunkle Flecken und blaue Linien sind unsichtbar. Bei Aufregung wird der gesamte Krake dunkel und auf seinem Körper entstehen extrem dunkle Flecken wie bei Hapalochlaena maculosa, in den Flecken erscheinen leuchtend blaue Streifen. Einzelne Streifen und Ringe werden auch auf den Armen sichtbar.

### Hapalochlaena nierstraszi
Diese Art wurde 1938 beschrieben. Da nur das Typusexemplar aus dem Golf von Bengalen und ein weiteres, 2012 gefangenes Exemplar bekannt sind, wird bezweifelt, ob es sich tatsächlich um eine valide Spezies handelt.